# Guillaume Ferry
Guillaume Ferry-Tallon (né le 12 avril 1795 à Heugleville-sur-Scie, mort le 4 avril 1874 à Canteleu) est un négociant et homme politique, maire de Rouen du 6 décembre 1857 au 3 mars 1858.

## Biographie
Guillaume Emmanuel Ferry nait le 23 germinal an III à Heugleville-sur-Scie de Guillaume, cultivateur et de Marie Thérèse Bressin.
Commissionnaire, il est négociant en rouennerie.
Il épouse le 3 février 1827 à Rouen Alexandrine Clémence Tallon.
Conseiller municipal de Rouen en 1843, puis du 30 juillet 1848 à 1870, il devient premier adjoint le 12 août 1848 et le sera jusqu'à son accession à la mairie de Rouen.
Il est maire de Rouen le 6 décembre 1857 jusqu'au 3 mars 1858.

## Distinction honorifique
- Chevalier de la Légion d'honneur